# Echipa de hochei Rădăuți

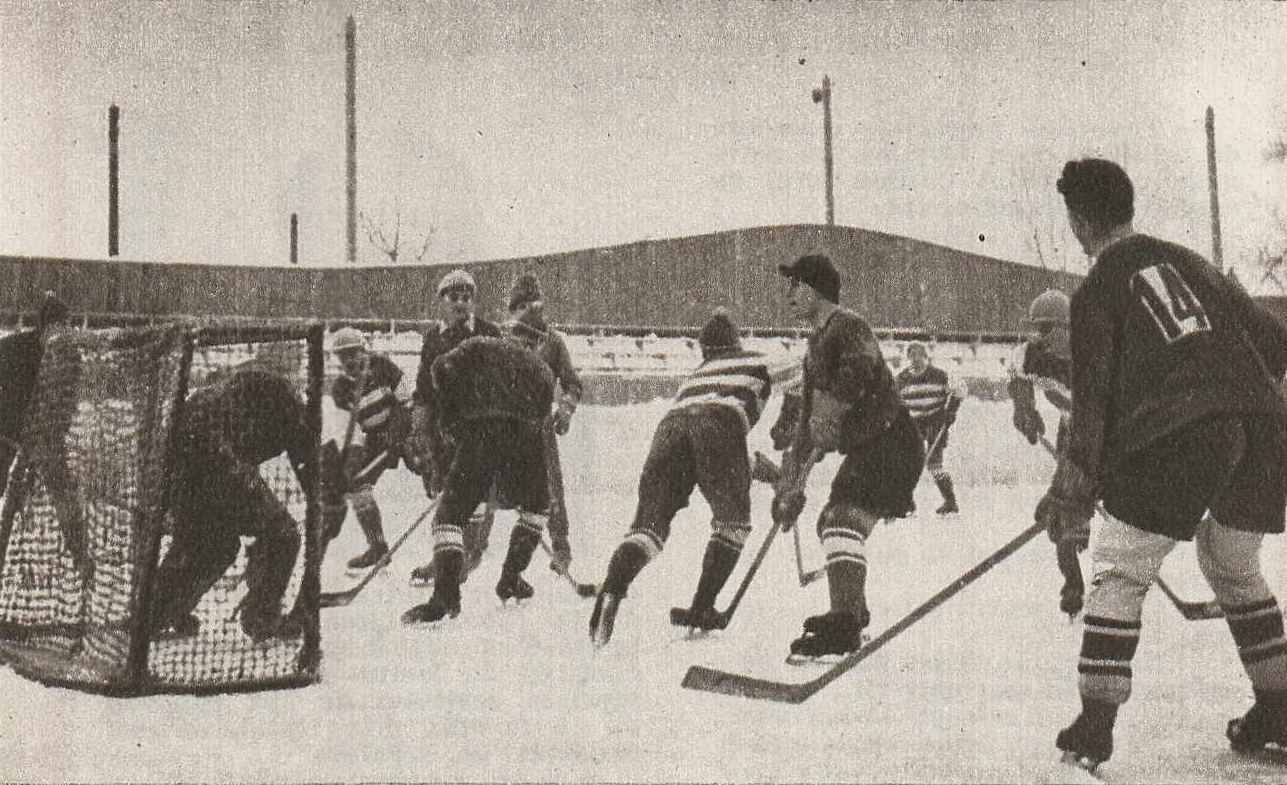
Patinoarul artificial (1958)

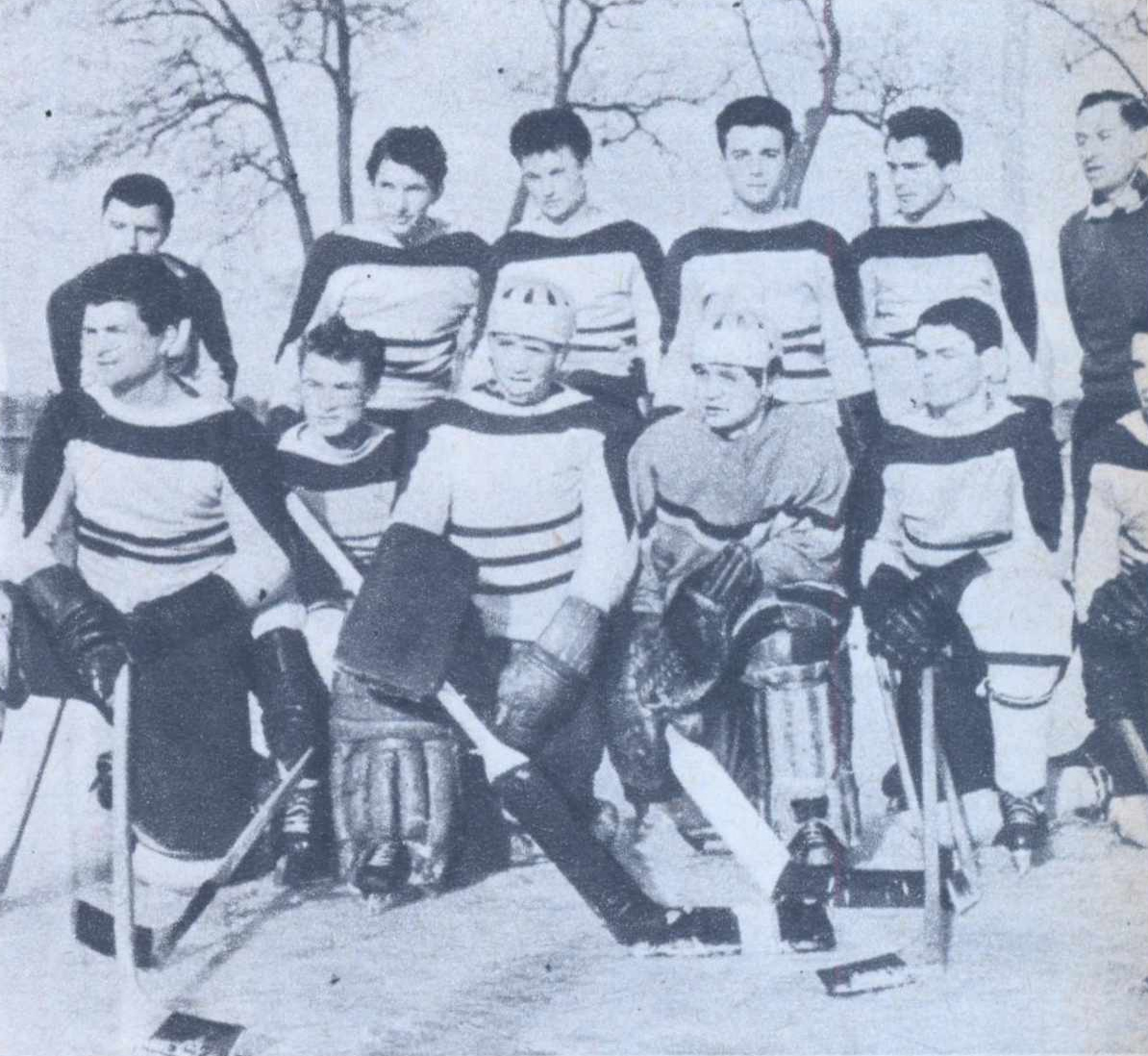
Antrenorul Ștefan Tomovici cu o parte din juniorii care alcătuiesc echipa de seniori (1965)

Înființată în anii 50, echipa de hochei a Rădăuților a funcționat în cea mai mare parte a timpului cu jucătorii de la echipa de fotbal a orașului: Metalul Rădăuți.
Echipa de hochei, dezvoltată inițial ca soluție pentru sezonul rece, a depășit-o curând pe cea de fotbal. Cea dintâi evoluând o perioadă și în prima ligă.
Inițial, patinoarul echipei era amplasat vizavi de Biserica Romano-Catolică din localitate, apoi acesta a fost mutat în baza sportivă de la Grădina de Tir.
Antrenori ai echipei: Ștefan Tomovici, 
Hocheiști: Constantin Curelar, Sorin Ciubotaru, Octavian Corduban, Adrian Olenici, Doru Moroșan, Gheorghe Huțan, Constantin Nistor, Dumitru Axinte, Octavian Bandas, ita Medei Hincu Sfichi Firici Iosca Urbanofchi Galus Dobos. 